# Jüdischer Friedhof (Berlichingen)

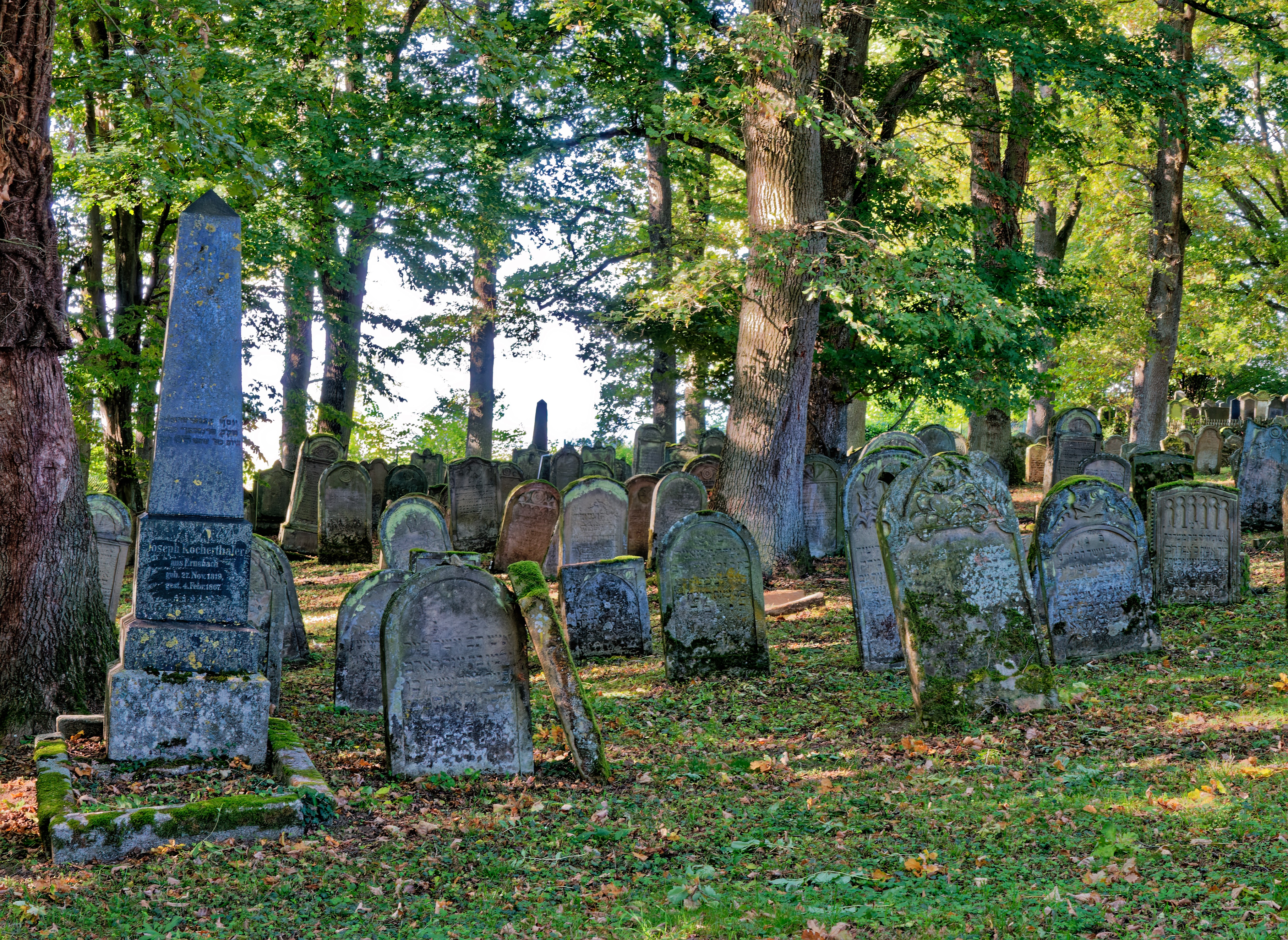
Grabsteine auf dem Jüdischen Friedhof in Berlichingen

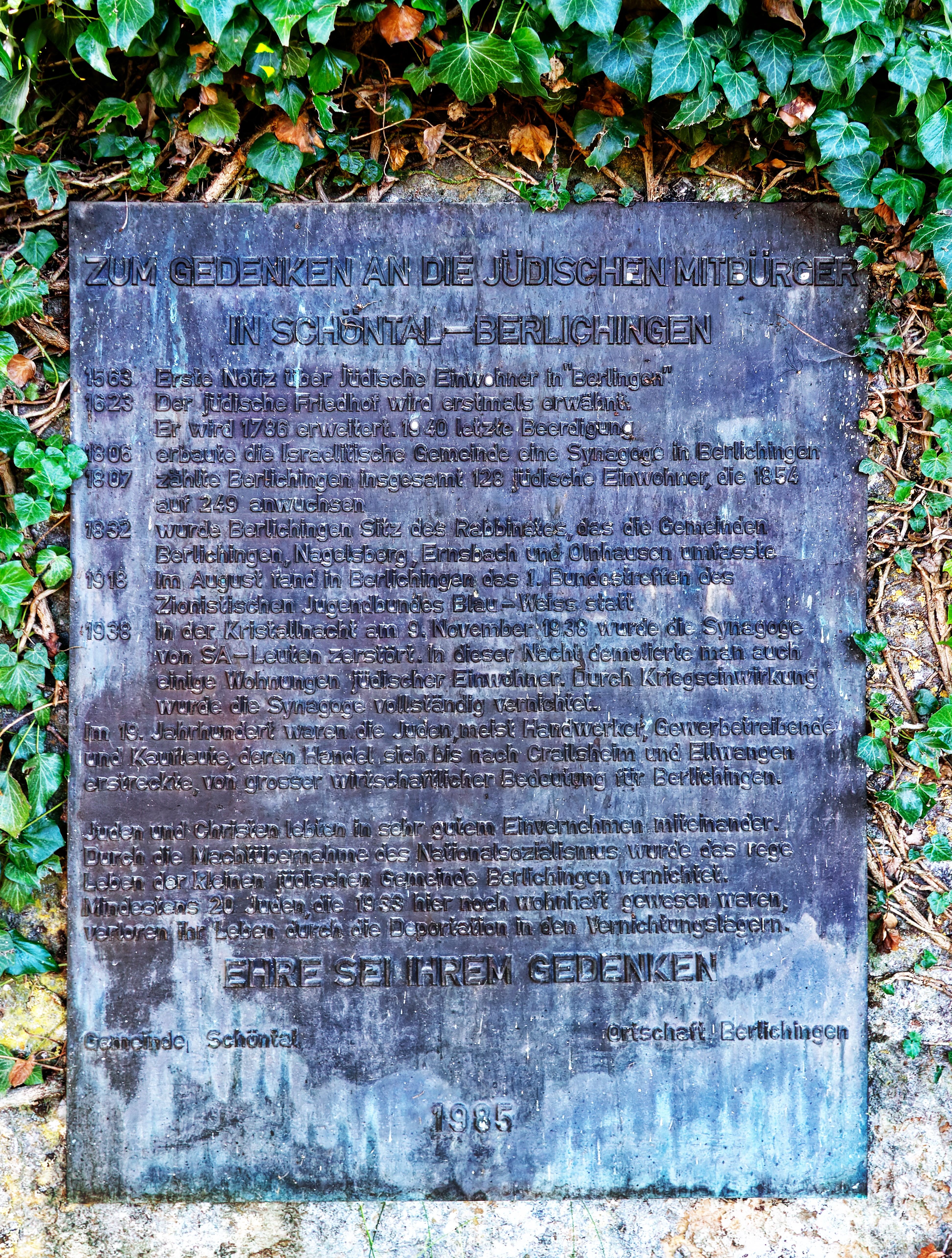
Die Gedenktafel auf dem jüdischen Friedhof in Berlichingen

Der Jüdische Friedhof Berlichingen liegt in Berlichingen, einem Gemeindeteil von Schöntal im Hohenlohekreis im nördlichen Baden-Württemberg.
Der Friedhof der jüdischen Gemeinde Berlichingen wurde erstmals 1586 schriftlich erwähnt. Er diente auch den jüdischen Gemeinden der Umgebung als Begräbnisplatz. So werden 1706 folgende Gemeinden genannt: Adelsheim, Braunsbach, Hohebach, Hollenbach, Merchingen, Nagelsberg und Sennfeld, im 19. und 20. Jahrhundert auch Bieringen, Ernsbach und Künzelsau. Der Friedhof liegt rund zwei Kilometer südöstlich in der Flur Judenbegräbnis. Der Friedhof hat eine Fläche von 14.793 m2, heute sind noch 1.197 Grabsteine vorhanden. Der älteste Grabstein ist von 1659, die letzte Bestattung fand 1936 statt. 1985 wurde eine Gedenktafel aufgestellt, die über das Schicksal der jüdischen Gemeinde informiert. Eine weitere Tafel gibt Auskunft, wo Informationen über beerdigte Personen zu erhalten sind.

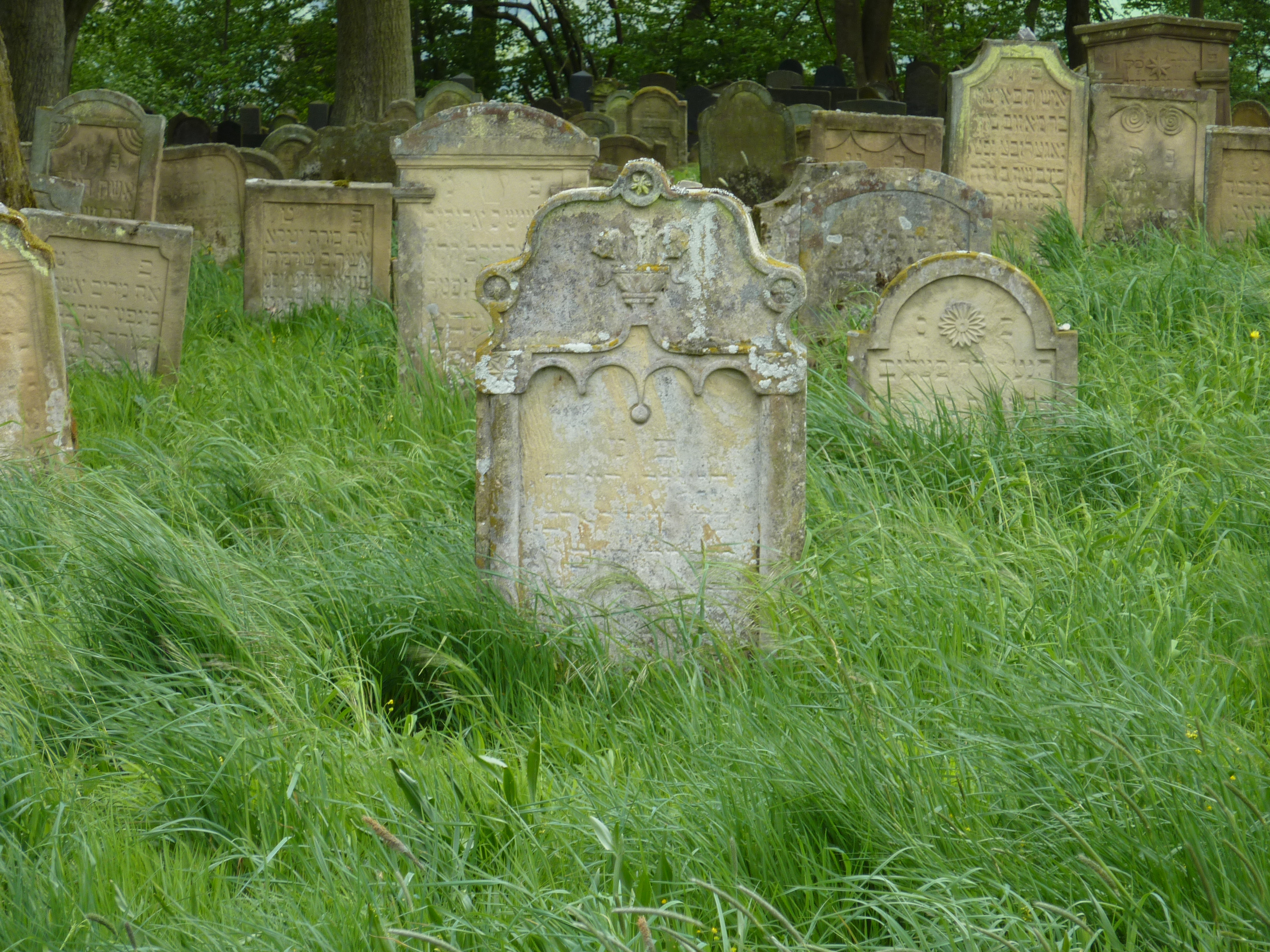
Grabsteine
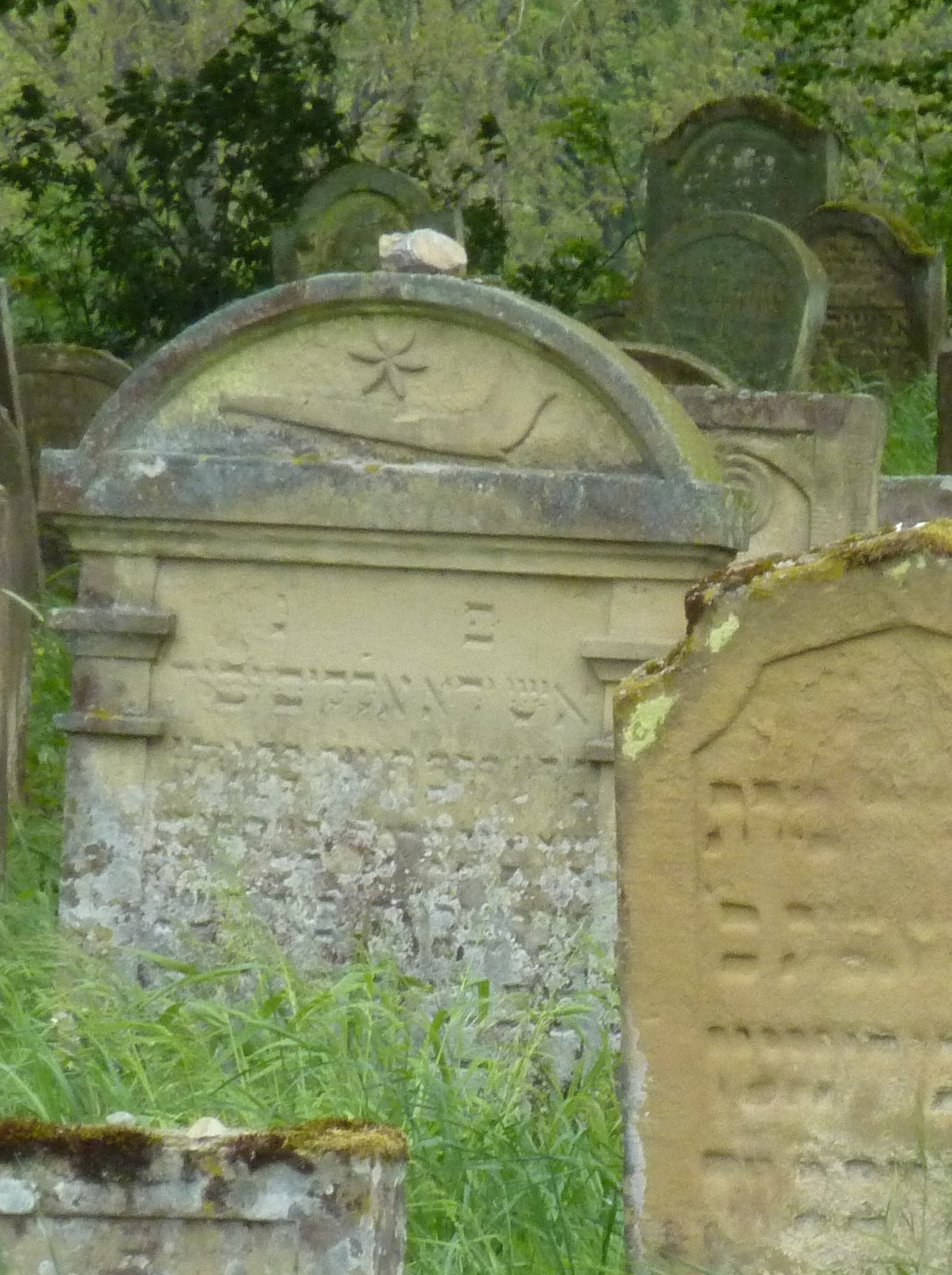
Grabstein mit Schofar
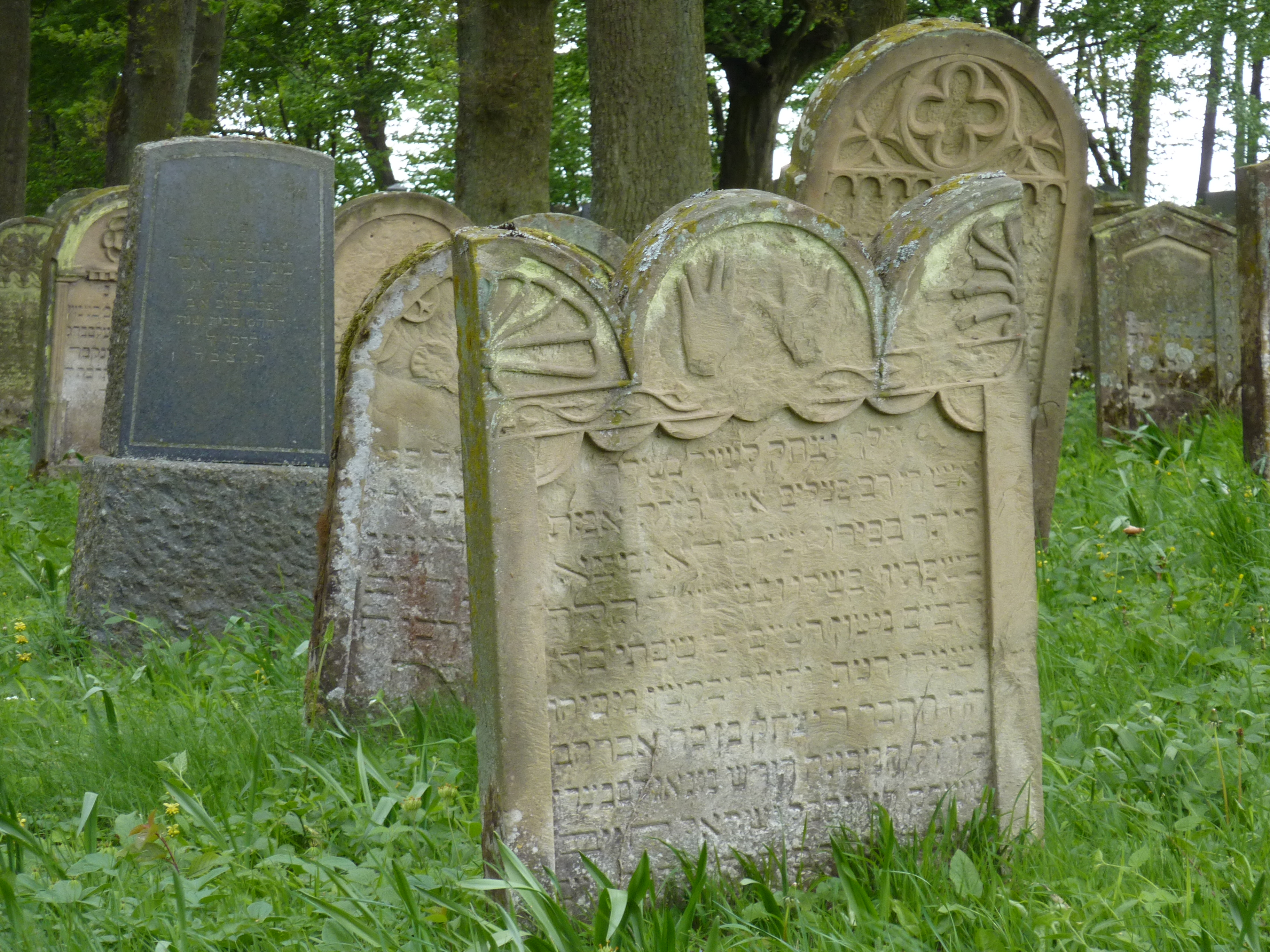
Grabstein mit Händen der Kohanim
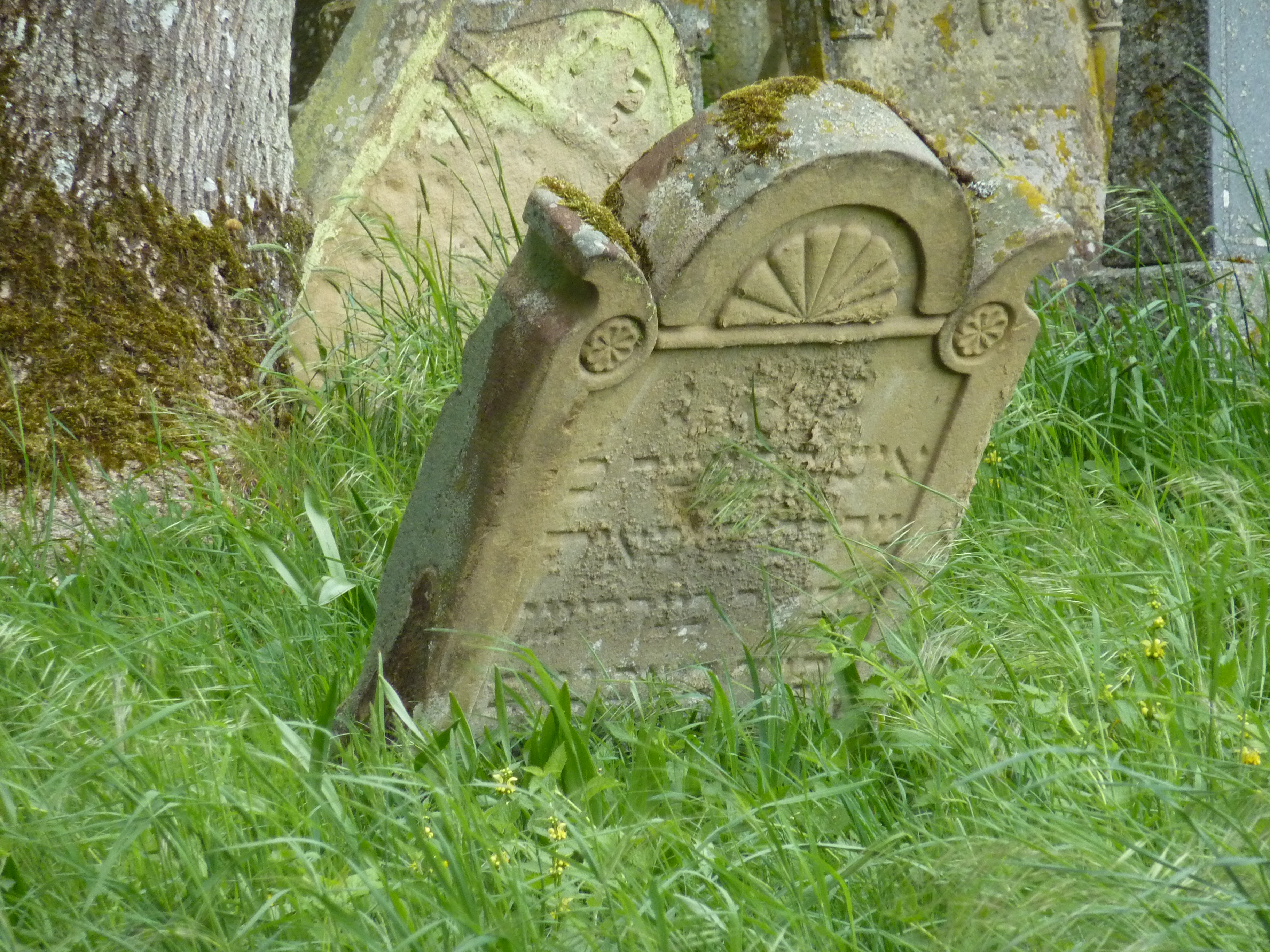
Umsinkender Grabstein